# لا أريد أن أبكي (أغنية ماريا كاري)
«لا أريد أن أبكي» (بالإنجليزية: I Don't Wanna Cry)‏هي أغنية من تأليف ماريا كاري ونارادا مايكل والدن، الذي أنتجها أيضاً لألبومها الأول ماريا كاري (1990). صدرت كأغنية منفردة رابعة من ذلك الألبوم في الربع الثاني من عام 1991. أصبحت الأغنية رابع أغنية من الألبوم تحتل المركز الأول لمرايا كاري في سباق البيلبورد.وكسابق أغانيها المنفردة، حصلت على جوائز البوب بي إم إي الموسيقية.

## التسجيل
«لا أريد أن أبكي» كانت أول أغنية لمرايا لم يساعدها في الكتابة بن مارغوليز. وعندما كتبت ماريا ونارادا هذه الأغنية، كانت سعيدة لأنها كانت تبدو وكأنها شيء لم تسمعه بعد على الراديو. وبسبب التجارب السيئة خلال إنتاجها ولأنها تشعر أنها «ليس لديها رسالة»، قالت ماريا في مقابلة مع إم تي في أنها تكره هذه الاغنية، وتحاول أن تغنيها نادراً إن أمكن. كانت ماريا تسعى على المشاركة في إنتاج الأغنية، ولكنها منعت من الحصول على إذن من تسجيلات كولومبيا. كانت في كثير من الأحيان تتجادل مع نارادا في الاستوديو حول إنتاج الأغنية، ونتيجة لذلك أصبح نارادا الأقل مفضلاً لها من بين المنتجين الذين عملوا على أول ألبوم لها. ربيب والدن في ذلك الوقت، والتر آفاناسيف قال لاحقاً أنه شارك في كتابتها وإنتاج الأغنية، وذلك في المقابل أعطى والتر العمل، نارادا أخذ الأئتمان.

## الأداء التجاري
«لا أريد أن أبكي» أصبحت رابع أغنية تتصدر لمرايا على التوالي المركز الأول في بيلبورد، مما يجعلها أول فنان من بعد الجاكسون 5 تصل أربع أغانية المنفردة الأولى إلى المركز الأول. كما حقق الألبوم ماريا كاري رقماً قياسياً: فجميع أغانيه المنفردة تصدرت قائمة المبيعات في الولايات المتحدة.بلغت «لا أريد أن أبكي» المركز الأول في الأسبوع الثامن وقضت أسبوعين في القمة من 19 مايو إلى 1 يونيو 1991. وحلت مكانها أغنية «أحب الطريقة (لعبة التقبيل)» من قبل هاي فايف، وحلت محلها «أكثر من مجرد كلمات» من قبل إكستريم. أصبحت ثالث أغنية لمرايا تصل المركز الأول لقائمة المسارات المعاصرة للكبار. إلا أنها ظلت في المراكز 40 الأولى على الترتيب لمدة 13 أسبوعاً وكانت واحدة من أربع أغاني منفردة لمرايا على الرسم البياني للتخطيط في نهاية العام 1991، واحتلت المرتبة 26.وصلت الأغنية للمركز السابع في كندا، والمركز 49 في أستراليا لكنها لم تحقق نجاحا مماثلا في بلدان أخرى.

## الجوائز والترشيحات
| السنة | الحفل                         | الفئة           | النتيجة |
| ----- | ----------------------------- | --------------- | ------- |
| 1991  | جوائز البوب بي إم إي الموسيقي | أفضل كاتب أغاني | فوز     |

## الفيديو كليب
معلومات عن الفيديو كليب
- المخرج: (لاري جوردان)
- البطولة: (ماريا كاري)
- الصوت: (ماريا كاري)
- المكان: (حقل ذرة)
- المدة: 4:16

## قائمة أغاني الأغنية المنفردة
قرص مضغوط منفرد
1. «لا أريد أن أبكي»
2. «أنت تحتاجني»

## الرسوم البيانية
| المخطط (1991)                               | المنصب |
| ------------------------------------------- | ------ |
| أستراليا                                    | 49     |
| كندا                                        | 7      |
| الولايات المتحدة بيلبورد 100 الساخن         | 1      |
| الولايات المتحدة المسارات المعاصرة للكبار   | 1      |
| الولايات المتحدة لأغاني الآر أند بي/هيب-هوب | 2      |

| المخطط (1991)                       | المنصب |
| ----------------------------------- | ------ |
| الولايات المتحدة بيلبورد 100 الساخن | 25     |